# Кељбаџарски рејон
Кељбаџарски рејон (азер. Kəlbəcər rayonu, јерм. Քարվաճառի շրջան), једна је од 78 административно-територијалних јединица Азербејџана. Скоро цео регион налазио се под контролом самопроглашене државе Нагорно-Карабах. Округ је враћен под контролу Азербејџана након Другог рата за Нагорно-Карабах. Административни центар рејона се налази у граду Кељбаџар. 
Кељбаџарски рејон обухвата површину од 3.050 km² и има 83.200 становника (подаци из 2011). 